# Le Cercle de feu (telenovela)
Pour les articles homonymes, voir Cercle de feu.
Le Cercle de feu (Roda de Fogo) est une telenovela brésilienne en 179 épisodes de 50 minutes, écrite par Lauro César Muniz et diffusée entre le 25 août 1986 et le 20 mars 1987 sur le réseau Globo.
En France elle a été diffusée du 28 septembre 1990 au 3 juin 1991 sur RTL9 et rediffusée du 16 août 1993 jusqu'au printemps 1994, toujours sur RTL9. Au Bénin, elle a été diffusée sur ORTB.

## Distribution
- Tarcísio Meira : Renato Villar
- Bruna Lombardi (VF : Véronique Augereau) : la juge Lúcia Brandão
- Renata Sorrah : Carolina Villar
- Eva Wilma (pt) : Maura Garcez